# Janaina Tschäpe
Janaina Tschäpe (* 1973 in München) ist eine deutsch-brasilianische Malerin, Bildhauerin, Fotografin, Installations-, Performance- und Videokünstlerin.

## Leben
Janaina Tschäpe wurde als Kind eines deutschen Vaters und einer brasilianischen Mutter in München (nach einigen Quellen abweichend in Dachau) geboren. Sie wuchs zunächst hauptsächlich in São Paulo auf. Als sie 11 Jahre alt war, kehrte sie mit ihrer Familie nach Deutschland zurück, lebte jedoch mit 15 erneut für ein Jahr in Brasilien. Ursache dieser Umzüge war der Beruf ihres Vaters, der für einen brasilianischen Lebensmittel-Importeur tätig war. Nach einem Zwischenaufenthalt in Berlin studierte Tschäpe von 1992 bis 1997 an der Hochschule für bildende Künste Hamburg, wo sie unter anderem eine Schülerin von Franz Erhard Walther war. Sie besuchte für ein Jahr die School of Visual Arts in New York und schloss 1998 ihre Studien mit dem Master of Fine Arts ab.
Tschäpe nahm an den Artist-in-Residence-Programmen des Museu de Arte Moderna da Bahia in Salvador (1994), der Roger Ballen Foundation in Johannesburg (2009), Thyssen-Bornemisza Art Contemporary (kurz TBA21) in Galápagos (2013) und Fidschi (2014) sowie Rønnebæksholm in Næstved (2016) teil.
Sie lebt und arbeitet in Brooklyn und Rio de Janeiro.

## Werk
Tschäpe widmete sich zunächst der Malerei, stellte jedoch – beeinflusst durch das Studium in Hamburg – diese Wahl vorübergehend in Frage und beschäftigte sich stattdessen mit der Bildhauerei. Es folgten Performances mit ihren Skulpturen sowie Fotografien, um diese aufzuzeichnen bzw. später als eigenständiges künstlerisches Medium. Dann begann sie zunehmend Videos zu nutzen, um Bewegung und Ton der Performances festzuhalten. Da diese Videoproduktionen inklusive Nachbearbeitung immer aufwendiger wurden, wandte sich Tschäpe parallel dazu auch wieder dem Zeichnen und Malen zu, welche sie als intimere Formen des künstlerischen Schaffens empfindet.

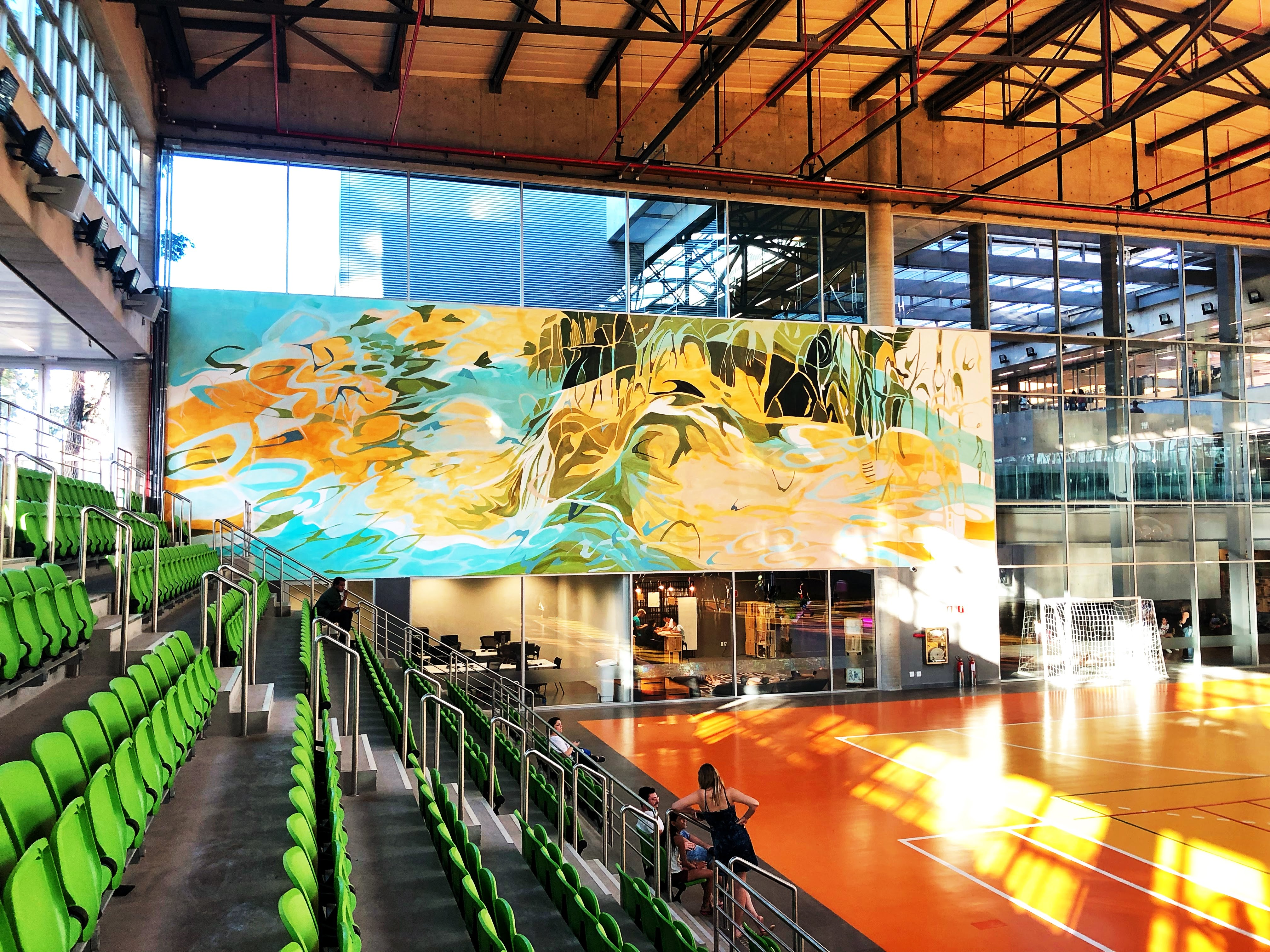
Wandbild Paisagem Desaguando im SESC Guarulhos (2019)

Bekanntheit erlangte Tschäpe unter anderem mit der Fotoserie 100 little Deaths, an der sie von ca. 1997 bis 2001 arbeitete. Diese zeigt Tschäpe mit dem Gesicht nach unten liegend an verschiedenen Orten der Welt, womit sie die Vergänglichkeit menschlicher Körper präsentiert und karikiert. In ihrer Fotoserie He drowned in her eyes as she called him to follow (1999) stellt Tschäpe sich selbst mit Hilfe von Veränderungen wie Schwimmhäuten an den Händen als eine Art Zwittergestalt zwischen Mensch und Fisch dar. Solche Metamorphosen des menschlichen Körpers, erzielt beispielsweise durch Umhüllung und Veränderung mit Stoffen, Ballons oder Schnüren, sind insbesondere in ihrem Frühwerk ein häufiges Thema. Auch finden sich Momente menschlichen Lebens mit Bezug zur Natur, oft in Form von Wasser und abstrahierten Pflanzen, wiederholt in ihrem Gesamtwerk wieder. Häufig werden ihre Werke als traumähnlich beschrieben.
Ab 2005 stellte Tschäpe Gemälde in den Mittelpunkt ihres Schaffens. Zunächst noch relativ figurativ (u. a. Wilt, 2009), wurden diese zunehmend abstrakter und stellten weniger konkrete Landschaften dar, als einen emotionalen Eindruck davon (Passiflora, 2010). Teilweise setzt Tschäpe auf das Werk tropfende Farben ein, was ihrer Arbeit einen zufälligen Aspekt hinzufügt. Sie verwendet Aquarellfarben, Farbstifte und Pastell zum Malen. Seit 2012 benutzt sie außerdem Kasein (Flatland), wodurch das von ihr bevorzugte wässrige Milieu sich auch auf Materialebene widerspiegelt. Charakteristisch für Tschäpes Schaffen ist das Aufeinandertreffen und Kombinieren eigentlich konträrer Elemente, wie zum Beispiel geometrischer und natürlicher Formen.
Werke von Tschäpe befinden sich unter anderem in den Sammlungen des Musée d’Art Moderne Grand-Duc Jean, Centre Georges-Pompidou, Solomon R. Guggenheim Museum, Museu de Arte Moderna do Rio de Janeiro, Irish Museum of Modern Art, National Gallery of Art (Washington, D.C.) und Stedelijk Museum voor Actuele Kunst.
Werke (Auswahl)
- He drowned in her eyes as she called him to follow, 1999, Fotoserie
- 100 little Deaths, 1997–2001, Fotoserie
- Exercises, 2002, Videos und Foto-Exzerpte
- After the Rain, 2002, Fotoserie
- Blood Sea, 2004, Video-Installation, Centre Georges-Pompidou
- Lacrimacorpus, 2004, Video (3 min., 36 s.), Sammlung des Solomon R. Guggenheim Museums[9]
- Wilt, 2009, Öl auf Leinwand
- Flatland, 2012, Kasein, Pastell auf Leinwand
- Forest Spirits, 2011, Wandbild in der Lobby der USF School of Music, Tampa[10]
- Paisagem Desaguando, 2019, Wandbild im Sport und Kulturzentrum SESC Guarulhos[11]

## Ausstellungen (Auswahl)

### Einzelausstellungen
- 2001: Janaina Tschäpe. Sala de espera. Museo Reina Sofía, Madrid[12]
- 2004: Janaina Tschäpe. He drowned in her eyes as she called him to follow. Centre Georges-Pompidou, Paris
- 2006: Janaina Tschäpe. Melantropics. Contemporary Art Museum St. Louis[13]
- 2008: Janaina Tschäpe: Chimera. Irish Museum of Modern Art, Dublin[14]
- 2014: New Media Series – Janaina Tschäpe: The Ocean Within. Saint Louis Art Museum[15]
- 2014: Janaina Tschäpe: Floating Worlds. Museum of Contemporary Art (MOCA), Tucson[16]
- 2020: Janaina Tschäpe. Blood, Sea. Musée de l’Orangerie, Paris[17]

### Gruppenausstellungen
- 2003: Ordnung und Chaos. Fotomuseum Winterthur
- 2005: Jogo da memoria. Museu de Arte Moderna do Rio de Janeiro
- 2005: Landscape Confection. Wexner Center for the Arts, Columbus, Ohio
- 2008: Garten Eden. Städtische Galerie Bietigheim-Bissingen
- 2008: Der große Wurf. Faltungen in der Gegenwartskunst. Kunstmuseen Krefeld
- 2009: Dress Codes – Third ICP Triennial. International Center of Photography, New York
- 2010: Schöne Neue Welt. Musée d’Art Moderne Grand-Duc Jean, Luxemburg
- 2010: Haunted: Contemporary Photography/Video/Performance. Solomon R. Guggenheim Museum, New York
- 2011: Once Upon a Time: Fantastic Narratives in Contemporary Video. Deutsche Guggenheim, Berlin
- 2019: Live Dangerously. National Museum of Women in the Arts, Washington, D.C.[18]